# Saint-Vincent-Cramesnil
Saint-Vincent-Cramesnil ist eine französische Gemeinde mit 695 Einwohnern (Stand: 1. Januar 2022) im Département Seine-Maritime in der Region Normandie. Sie gehört zum Arrondissement Le Havre und zum Kanton Saint-Romain-de-Colbosc. Die Einwohner werden Saint-Vincentais und Saint-Vincentaises genannt.

## Geographie
Saint-Vincent-Cramesnil liegt in der Région naturelle Pays de Caux, etwa 18 Kilometer östlich von Le Havre. Umgeben wird Saint-Vincent-Cramesnil von den Nachbargemeinden Saint-Romain-de-Colbosc im Norden, La Remuée im Nordosten, La Cerlangue im Osten, Saint-Vigor-d’Ymonville im Süden, Sandouville im Westen und Südwesten sowie Saint-Aubin-Routot im Nordwesten.

## Bevölkerungsentwicklung
| Jahr                       | 1962 | 1968 | 1975 | 1982 | 1990 | 1999 | 2006 | 2013 | 2020 |
| Einwohner                  | 277  | 279  | 314  | 390  | 466  | 501  | 580  | 622  | 695  |
| Quellen: Cassini und INSEE |      |      |      |      |      |      |      |      |      |

## Sehenswürdigkeiten

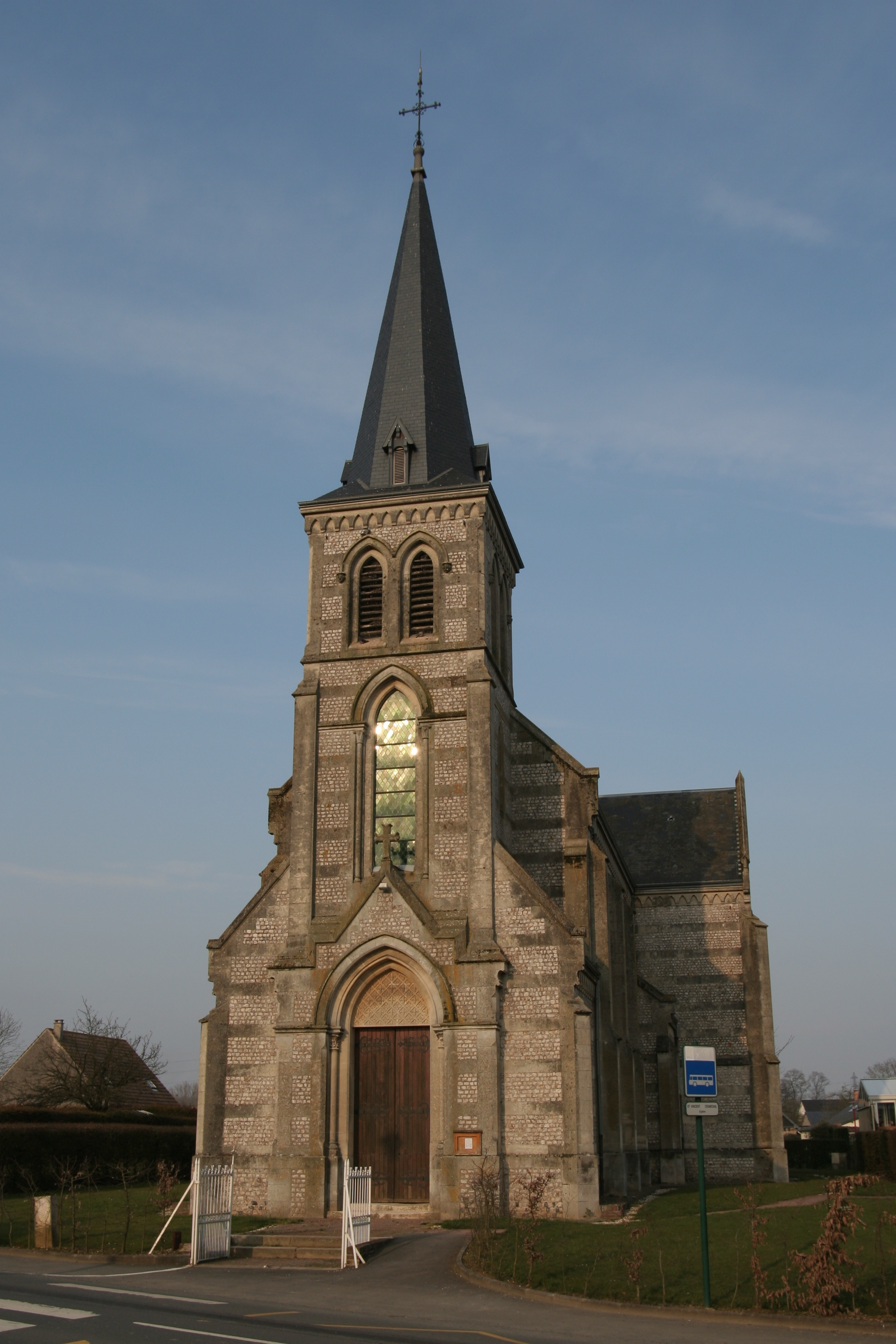
Kirche Saint-Vincent

- Die heutige Pfarrkirche Saint-Vincent wurde 1902 errichtet als Ersatz für den im Jahre 1866 abgerissenen Vorgängerbau. Sie birgt zahlreiche Ausstattungsobjekte, die in der Base Palissy gelistet sind.
- Das heutige Schloss Cramesnil datiert aus dem 18. Jahrhundert als Neubau des Vorgängerbaus aus dem 17. Jahrhundert.
- Das Wohngebäude des Herrenhauses Catillon wurde im ausgehenden 18. Jahrhundert errichtet. Heute dient es als Ferienlager.
- Wohngebäude und Taubenschlag des Herrenhauses in Saint-Vincent-d’Aubermare wurden im 16./17. Jahrhundert gebaut.